# 都立大學站
都立大學站（日语：／ Toritsu-daigaku eki */?）是位於日本東京都目黑區中根一丁目，屬於東急電鐵東橫線的鐵路車站。車站編號是TY06。
站名以「都立大學」命名，但與鄰站學藝大學站同樣，最近的同名大學已經不再存在（後述）。

## 歷史
- 1927年（昭和2年）8月28日 - 此站啟用，當時採用側式月台配置，並稱為柿之木坂站。[4]
- 1931年（昭和6年）
  - 7月25日 - 車站改稱府立高等前站。[4]
  - 8月 - 車站月台配置改為島式月台[4]
- 1932年（昭和7年）3月31日 - 車站改稱府立高等站。[4]
- 1943年（昭和7年）12月1日 - 車站改稱都立高校站。[4]
- 1952年（昭和27年）7月1日 - 車站改稱都立大學站。[4]
- 1961年（昭和36年）6月 - 車站高架化。[4]

## 車站結構
本站為高架車站，月台配置為2面2線側式月台。月台與剪票口之間設有電梯。廁所在往月台電梯的前方，女廁在下行（元町・中華街方向）月台，男廁在上行（澀谷方向）月台。
月台往剪票口的階梯位在月台的橫濱方向。

### 月台配置
| 月台 | 路線   | 方向 | 目的地                                                   |
| ---- | ------ | ---- | -------------------------------------------------------- |
| 1    | 東橫線 | 下行 | 自由丘、橫濱、 港未來21線 元町·中華街方向                |
| 2    | 東橫線 | 上行 | 澀谷、 副都心線 池袋、 池袋線 所澤、 東上本線 川越市方向 |

（來源：東急電鐵:車站構內圖 （页面存档备份，存于））

## 使用情況
2016年度1日平均上下車人次為48,584人。
近年1日平均上下車人次與上車人次如下表。
| 年度               | 1日平均 上下車人次 | 1日平均 上車人次 | 來源     |
| ------------------ | ------------------ | ---------------- | -------- |
| 1990年（平成02年） |                    | 31,063           | [ * 1 ]  |
| 1991年（平成03年） |                    | 27,877           | [ * 2 ]  |
| 1992年（平成04年） |                    | 27,175           | [ * 3 ]  |
| 1993年（平成05年） |                    | 26,751           | [ * 4 ]  |
| 1994年（平成06年） |                    | 26,227           | [ * 5 ]  |
| 1995年（平成07年） |                    | 26,169           | [ * 6 ]  |
| 1996年（平成08年） |                    | 25,951           | [ * 7 ]  |
| 1997年（平成09年） |                    | 25,493           | [ * 8 ]  |
| 1998年（平成10年） |                    | 24,307           | [ * 9 ]  |
| 1999年（平成11年） |                    | 23,915           | [ * 10 ] |
| 2000年（平成12年） |                    | 23,682           | [ * 11 ] |
| 2001年（平成13年） |                    | 23,483           | [ * 12 ] |
| 2002年（平成14年） | 44,661             | 22,973           | [ * 13 ] |
| 2003年（平成15年） | 44,948             | 23,052           | [ * 14 ] |
| 2004年（平成16年） | 45,100             | 22,981           | [ * 15 ] |
| 2005年（平成17年） | 45,594             | 23,173           | [ * 16 ] |
| 2006年（平成18年） | 45,951             | 23,367           | [ * 17 ] |
| 2007年（平成19年） | 47,099             | 23,992           | [ * 18 ] |
| 2008年（平成20年） | 47,883             | 24,351           | [ * 19 ] |
| 2009年（平成21年） | 47,354             | 24,088           | [ * 20 ] |
| 2010年（平成22年） | 46,473             | 23,591           | [ * 21 ] |
| 2011年（平成23年） | 46,204             | 23,509           | [ * 22 ] |
| 2012年（平成24年） | 47,385             | 23,959           | [ * 23 ] |
| 2013年（平成25年） | 47,631             | 24,192           | [ * 24 ] |
| 2014年（平成26年） | 47,039             | 23,827           | [ * 25 ] |
| 2015年（平成27年） | 47,686             | 24,153           | [ * 26 ] |
| 2016年（平成28年） | 48,584             |                  |          |

## 車站周邊
- 目黑通
- 東京都立櫻修館中等教育學校（日语：東京都立桜修館中等教育学校）
- 目黑區民校區（日语：めぐろ区民キャンパス） - 建於舊都立大學校區[3]
  - 目黑Persimmon Hall（日语：めぐろパーシモンホール）
  - 八雲中央圖書館（日语：目黒区立図書館）
- 目黑區立八雲小學校（日语：目黒区立八雲小学校）
- 常盤松學園（日语：学校法人トキワ松学園）
- 八雲學園中學校、高等學校（日语：八雲学園中学校・高等学校）
- 目黑區役所（日语：目黒区役所）西部地區服務事務所
- 目黑區碑文谷保健中心
- 警視廳碑文谷警察署（日语：碑文谷警察署）
- 目黑柿之木坂郵便局
- 目黑碑文谷四郵便局
- 目黑八雲二郵便局
- 都立大學東急store（日语：東急ストア）（車站高架下）
- AEON STYLE碑文谷（日语：イオンスタイル碑文谷） - 跨越環七後步行約10分

### 巴士路線
以下皆為東急巴士路線。因沒有巴士總站，站牌分布在周邊的目黑通上。
- 都立大學站前[11]
  - 北向
    - 澀33：往澀谷站（經下馬營業所（日语：東急バス下馬営業所）、三宿）[11] ※僅早晨
    - 多摩01：往東京醫療中心（日语：国立病院機構東京医療センター）[11]

  - 南向
    - 澀33、多摩01：往多摩川站（經綠丘站、奧澤站、雪谷）[11]

- 都立大學站北口[12]
  - 目黑通、東向、交差點東側
    - 東98：往東京站南口（經清水（日语：東急バス目黒営業所）、目黑站前、東京鐵塔）[12]、往目黑站前（經清水）
    - 黑02、黑07：目黑站前（經清水）

  - 目黑通、東向、交差點西側
    - 澀34：往澀谷站（經下馬營業所、三宿、大橋）

  - 目黑通、西向、交差點東側
    - 東98：往等等力操車所（經等等力七丁目、等等力）
    - 黑02：往二子玉川站（經等等力七丁目、上野毛站）
    - 黑02：往等等力七丁目 ※僅夜間
    - 黑07：往弦卷營業所（日语：東急バス弦巻営業所）（經日本體育大學前、櫻新町站）

  - 目黑通、西向、交差點西側
    - 澀34：往東京醫療中心
    - 都立01：往成城學園前站（經櫻新町站、岡本三丁目、成育醫療研究中心前（日语：国立成育医療研究センター））、往弦卷營業所（經櫻新町站。僅入庫班次）

  - 南向
    - 澀33、多摩01：往多摩川站（經綠丘站、奧澤站、雪谷）

## 站名由來
本站開業時以當地地名荏原郡碑衾村大字衾字柿之木坂命名為「柿之木坂站」。
1930年（昭和5年），東京橫濱電鐵創業者五島慶太以其沿線開發策略的一環，收購碑衾村大字衾的土地（現在的目黑區八雲一丁目），邀請東京都立大學（都立大學）、都立大學附屬高校前身舊制府立高等學校從麴町區（現在的千代田區）永田町遷入本地，翌年站名配合更改為府立高等前站。之後站名隨著該校校名變更。
1991年，都立大學因用地不敷使用而遷往多摩新市鎮，但站名並未變更。此時都立大學附屬高校仍在目黑區八雲的都立大學舊址旁。
之後在目黑線、東急多摩川線等路線名稱變更之時，本站開始研擬站名變更。1999年5月，針對地方居民的站名變更民調公布，其中贊成改名630票，反對436票，未達改名的三分之二門檻。
與學藝大學站一樣，站名常造成考生的混淆。原東京都立大學在於2005年与其他大学合并為首都大學東京后，在2011年3月關校，同時附屬高校也改為東京都立櫻修館中等教育學校。但2020年「首都大學東京」再次改名为「東京都立大學」，官方称之为“复活”。

## 相鄰車站
東急電鐵
 東橫線
■特急、□通勤特急、■急行
通過
■各站停車
學藝大學（TY05）－都立大學（TY06）－自由丘（TY07）

## 延伸閱讀
- 宮田道一. . JTBパブリッシング. 2008-09-01. ISBN 978-4-53-307166-9.
- 東京急行電鉄株式会社社史編纂委員会. . 渋沢社史データベース. 公益財団法人渋沢栄一記念財団情報資源センター. 1973-4  [2016-03-09]. （原始内容存档于2016-03-09）.

## 外部連結
- 都立大學（各站資訊） - 東急電鐵